# Parwa liga 2022/23
Die Parwa liga 2022/23 (offiziell: efbet Liga nach dem Ligasponsor Efbet) war die 99. Saison der höchsten bulgarischen Fußballspielklasse und die siebte unter dem reformierten Modus der Parwa liga (deutsch Erste Liga). Im Unterschied zu den vorherigen Jahren wurde die Liga auf 16 Vereine vergrößert. Die Saison begann am 9. Juli 2022 und endete am 7. Juni 2023.

## Mannschaften
| Team                | Stadt        | Heimstadion                                                                           | Kapazität     |
| ------------------- | ------------ | ------------------------------------------------------------------------------------- | ------------- |
| Arda Kardschali     | Kardschali   | Arena Arda                                                                            | 11.114        |
| Beroe Stara Sagora  | Stara Sagora | Beroe-Stadion                                                                         | 12.128        |
| Botew Plowdiw       | Plowdiw      | Fußballkomplex Botew 1912 Christo-Botew-Stadion (seit dem 28. Spieltag)               | 04.000 18.777 |
| Botew Wraza         | Wraza        | Christo-Botew-Stadion                                                                 | 12.000        |
| Hebar Pasardschik   | Pasardschik  | Wassil-Lewski-Nationalstadion (Sofia) (bis dem 19. Spieltag) Georgi-Benkowski-Stadion | 44.000 13.128 |
| Lewski Sofia        | Sofia        | Georgi-Asparuchow-Stadion                                                             | 25.000        |
| Lokomotive Plowdiw  | Plowdiw      | Lokomotiw-Stadion                                                                     | 13.220        |
| Lokomotive Sofia    | Sofia        | Lokomotiw-Stadion                                                                     | 22.000        |
| Ludogorez Rasgrad   | Rasgrad      | Arena Ludogorez                                                                       | 10.422        |
| Pirin Blagoewgrad   | Blagoewgrad  | Christo-Botew-Stadion                                                                 | 07.500        |
| Septemwri Sofia     | Sofia        | Wassil-Lewski-Nationalstadion (Sofia)                                                 | 44.000        |
| Slawia Sofia        | Sofia        | Stadion Aleksandar Schalamanow                                                        | 25.556        |
| Spartak Warna       | Warna        | Spartak-Stadion                                                                       | 06.000        |
| Tscherno More Warna | Warna        | Titscha-Stadion                                                                       | 08.250        |
| ZSKA Sofia          | Sofia        | Balgarska-Armija-Stadion                                                              | 18.495        |
| ZSKA 1948 Sofia     | Bistriza     | Bistriza-Stadion                                                                      | 02.000        |

## Reguläre Saison
Die 16 Vereine spielten zunächst in einer Doppelrunde die reguläre Saison aus. Diese Tabelle dient als Grundlage für die Qualifikation zu verschiedenen Platzierungsrunden. Die sechs bestplatzierten Vereine erreichten die Meisterschaftsrunde, die Teams auf den Plätzen sieben bis zehn spielten in den UEFA-Europa-Conference-League-Playoffs um einen möglichen internationalen Startplatz, während die Mannschaften auf den Plätzen elf bis sechzehn in die Abstiegsrunde gingen, um den Relegationsteilnehmer und die Absteiger zu ermitteln.

### Abschlusstabelle
| Pl. | Verein                   | Sp. | S  | U | N  | Tore    | Diff. | Punkte |
| --- | ------------------------ | --- | -- | - | -- | ------- | ----- | ------ |
| 1.  | Ludogorez Rasgrad (M)    | 30  | 23 | 5 | 2  | 072:210 | +51   | 74     |
| 2.  | ZSKA Sofia               | 30  | 23 | 4 | 3  | 057:140 | +43   | 73     |
| 3.  | ZSKA 1948 Sofia          | 30  | 17 | 8 | 5  | 049:220 | +27   | 59     |
| 4.  | Lewski Sofia (P)         | 30  | 15 | 9 | 6  | 038:140 | +24   | 54     |
| 5.  | Tscherno More Warna      | 30  | 15 | 8 | 7  | 036:270 | +9    | 53     |
| 6.  | Lokomotive Plowdiw       | 30  | 14 | 8 | 8  | 033:280 | +5    | 50     |
| 7.  | Slawia Sofia             | 30  | 15 | 4 | 11 | 031:270 | +4    | 49     |
| 8.  | Arda Kardschali          | 30  | 11 | 9 | 10 | 033:320 | +1    | 42     |
| 9.  | Lokomotive Sofia         | 30  | 10 | 8 | 12 | 032:380 | −6    | 38     |
| 10. | Botew Plowdiw            | 30  | 9  | 5 | 16 | 038:400 | −2    | 32     |
| 11. | FC Botew Wraza           | 30  | 7  | 7 | 16 | 023:550 | −32   | 28     |
| 12. | Beroe Stara Sagora       | 30  | 7  | 6 | 17 | 026:470 | −21   | 27     |
| 13. | Pirin Blagoewgrad        | 30  | 5  | 9 | 16 | 021:390 | −18   | 24     |
| 14. | FC Hebar Pasardschik (N) | 30  | 6  | 5 | 19 | 019:510 | −32   | 23     |
| 15. | Septemwri Sofia (N)      | 30  | 5  | 7 | 18 | 025:450 | −20   | 22     |
| 16. | Spartak Warna (N)        | 30  | 3  | 8 | 19 | 027:600 | −33   | 17     |

Platzierungskriterien: 1. Punkte – 2. Direkter Vergleich (Punkte, Tordifferenz, geschossene Tore) – 3. Tordifferenz – 4. geschossene Tore

| (M) | amtierender bulgarischer Meister      |
| (P) | amtierender bulgarischer Pokalsieger  |
| (N) | Aufsteiger aus der Wtora liga 2021/22 |

### Kreuztabelle
Die Kreuztabelle stellt die Ergebnisse aller Spiele dieser Saison dar. Die Heimmannschaft ist in der linken Spalte, die Gastmannschaft in der oberen Zeile aufgelistet.
| 2022/23             | ARD | Beroe Stara Sagora | Botew Plowdiw | Botew Wraza | HEB | Lewski Sofia | Lokomotive Plowdiw | Lokomotive Sofia | Ludogorez Rasgrad | Pirin Blagoewgrad | SEP | Slawia Sofia | Spartak Warna | Tscherno More Warna | ZSKA | 1948 |
| ------------------- | --- | ------------------ | ------------- | ----------- | --- | ------------ | ------------------ | ---------------- | ----------------- | ----------------- | --- | ------------ | ------------- | ------------------- | ---- | ---- |
| Arda Kardschali     |     | 1:0                | 2:1           | 1:1         | 1:0 | 0:3          | 5:0                | 2:2              | 1:2               | 0:0               | 3:2 | 1:0          | 2:0           | 2:2                 | 1:3  | 0:1  |
| Beroe Stara Sagora  | 2:0 |                    | 1:1           | 2:1         | 0:2 | 0:1          | 2:0                | 1:1              | 0:4               | 1:0               | 1:2 | 0:1          | 3:1           | 0:2                 | 1:4  | 1:3  |
| Botew Plowdiw       | 0:2 | 1:0                |               | 6:0         | 0:1 | 0:1          | 1:1                | 0:0              | 0:2               | 3:1               | 3:1 | 1:0          | 1:1           | 3:4                 | 0:1  | 2:0  |
| Botew Wraza         | 0:0 | 2:0                | 3:2           |             | 0:0 | 0:2          | 0:1                | 2:1              | 0:4               | 0:0               | 0:0 | 1:0          | 1:0           | 0:2                 | 0:4  | 1:0  |
| Hebar Pasardschik   | 0:1 | 1:1                | 1:2           | 0:2         |     | 0:2          | 1:2                | 3:2              | 1:3               | 0:0               | 1:3 | 0:3          | 0:0           | 0:1                 | 0:4  | 0:1  |
| Lewski Sofia        | 2:0 | 1:0                | 1:0           | 2:0         | 4:0 |              | 1:1                | 1:0              | 0:0               | 1:0               | 2:0 | 1:2          | 5:0           | 0:1                 | 2:0  | 0:0  |
| Lokomotive Plowdiw  | 1:0 | 0:0                | 1:0           | 0:0         | 2:1 | 1:0          |                    | 1:0              | 2:3               | 2:1               | 2:1 | 3:0          | 3:1           | 3:0                 | 0:1  | 1:3  |
| Lokomotive Sofia    | 1:1 | 1:2                | 2:0           | 1:0         | 1:4 | 3:2          | 0:0                |                  | 1:0               | 2:0               | 1:1 | 1:0          | 3:2           | 0:1                 | 1:1  | 0:6  |
| Ludogorez Rasgrad   | 1:1 | 2:1                | 1:0           | 8:1         | 6:0 | 0:0          | 2:0                | 1:0              |                   | 0:1               | 3:1 | 2:1          | 5:0           | 3:2                 | 2:1  | 1:1  |
| Pirin Blagoewgrad   | 1:1 | 0:0                | 2:4           | 2:1         | 2:0 | 1:1          | 0:0                | 0:1              | 0:4               |                   | 1:4 | 1:2          | 3:1           | 0:1                 | 0:1  | 1:1  |
| Septemwri Sofia     | 0:1 | 3:1                | 2:1           | 1:1         | 1:1 | 0:0          | 0:1                | 0:3              | 0:3               | 0:1               |     | 1:2          | 1:1           | 0:0                 | 0:1  | 1:3  |
| Slawia Sofia        | 1:0 | 2:0                | 0:0           | 2:1         | 0:1 | 2:1          | 1:1                | 2:1              | 1:2               | 2:0               | 1:0 |              | 2:2           | 1:0                 | 0:2  | 1:1  |
| Spartak Warna       | 1:3 | 0:4                | 3:2           | 2:1         | 0:1 | 2:2          | 0:2                | 1:2              | 1:2               | 1:1               | 2:0 | 0:1          |               | 0:0                 | 0:1  | 3:3  |
| Tscherno More Warna | 1:1 | 1:1                | 1:2           | 2:1         | 1:0 | 0:0          | 2:1                | 2:1              | 2:3               | 1:0               | 3:0 | 1:0          | 3:2           |                     | 0:2  | 0:0  |
| ZSKA Sofia          | 3:0 | 5:1                | 3:1           | 5:1         | 4:0 | 0:0          | 1:1                | 0:0              | 0:1               | 2:1               | 1:0 | 2:0          | 1:0           | 1:0                 |      | 2:1  |
| ZSKA 1948 Sofia     | 1:0 | 4:0                | 2:1           | 5:2         | 2:0 | 1:0          | 1:0                | 2:0              | 2:2               | 2:1               | 1:0 | 0:1          | 2:0           | 0:0                 | 0:1  |      |

## Platzierungsrunden

### Meisterschaftsrunde
Die sechs bestplatzierten Vereine der regulären Saison erreichten die Meisterschaftsrunde, in der es neben der Meisterschaft auch um die internationalen Plätze im Europapokal geht. Der Meister qualifizierte sich für die erste Qualifikationsrunde zur Champions League, der Vizemeister, Dritte und Vierte erreichten die 2. Qualifikationsrunde der Europa Conference League.
Gespielt wurde eine Einzelrunde zwischen den sechs Vereinen, wobei alle Ergebnisse aus der regulären Saison übertragen wurden.
| Pl. | Verein                | Sp. | S  | U  | N  | Tore    | Diff. | Punkte |
| --- | --------------------- | --- | -- | -- | -- | ------- | ----- | ------ |
| 1.  | Ludogorez Rasgrad (M) | 35  | 26 | 7  | 2  | 081:270 | +54   | 85     |
| 2.  | ZSKA Sofia            | 35  | 26 | 6  | 3  | 065:170 | +48   | 84     |
| 3.  | ZSKA 1948 Sofia       | 35  | 17 | 13 | 5  | 055:280 | +27   | 64     |
| 4.  | Lewski Sofia (P)      | 35  | 17 | 10 | 8  | 047:220 | +25   | 61     |
| 5.  | Lokomotive Plowdiw    | 35  | 15 | 9  | 11 | 035:340 | +1    | 54     |
| 6.  | Tscherno More Warna   | 35  | 15 | 9  | 11 | 039:350 | +4    | 54     |

| (M) | amtierender bulgarischer Meister      |
| (P) | amtierender bulgarischer Pokalsieger  |
| (N) | Aufsteiger aus der Wtora liga 2021/22 |

| 2023                | Ludogorez Rasgrad | ZSKA | 1948 | Lewski Sofia | Tscherno More Warna | Lokomotive Plowdiw |
| ------------------- | ----------------- | ---- | ---- | ------------ | ------------------- | ------------------ |
| Ludogorez Rasgrad   |                   | 2:2  | −    | 3:2          | −                   | 1:0                |
| ZSKA Sofia          | −                 |      | 1:1  | −            | 2:0                 | 1:0                |
| ZSKA 1948 Sofia     | 2:2               | −    |      | 2:2          | −                   | 0:0                |
| Lewski Sofia        | −                 | 0:2  | −    |              | 2:1                 | −                  |
| Tscherno More Warna | 0:1               | −    | 1:1  | −            |                     | −                  |
| Lokomotive Plowdiw  | −                 | −    | −    | 0:3          | 2:1                 |                    |

### Europa-Conference-League-Runde
Die Teams auf den Plätzen 7 bis 10 der regulären Saison spielten eine weitere Doppelrunde, wobei alle Ergebnisse aus der Vorrunde übertragen wurden. Der Sieger der Gruppe trat gegen den Viertplatzierten aus der Meisterschaftsrunde an. Der Sieger aus diesem Spiel startet dann in der 2. Qualifikationsrunde der UEFA Europa Conference League 2023/24.
| Pl. | Verein           | Sp. | S  | U  | N  | Tore    | Diff. | Punkte |
| --- | ---------------- | --- | -- | -- | -- | ------- | ----- | ------ |
| 7.  | Arda Kardschali  | 36  | 16 | 10 | 10 | 047:360 | +11   | 58     |
| 8.  | Slawia Sofia     | 36  | 17 | 7  | 12 | 037:310 | +6    | 58     |
| 9.  | Lokomotive Sofia | 36  | 11 | 9  | 16 | 037:490 | −12   | 42     |
| 10. | Botew Plowdiw    | 36  | 10 | 6  | 20 | 041:490 | −8    | 36     |

| 2023             | Slawia Sofia | ARD | Lokomotive Sofia | Botew Plowdiw |
| ---------------- | ------------ | --- | ---------------- | ------------- |
| Slawia Sofia     |              | 0:0 | 2:0              | 1:0           |
| Arda Kardschali  | 3:2          |     | 3:0              | 2:1           |
| Lokomotive Sofia | 1:1          | 1:3 |                  | 1:2           |
| Botew Plowdiw    | 0:0          | 0:3 | 0:2              |               |

Playoff
| Datum                           |              | Ergebnis  |                 |
| ------------------------------- | ------------ | --------- | --------------- |
| 11. Juni 2023, 19:00 Uhr (OESZ) | Lewski Sofia | 2:0 (1:0) | Arda Kardschali |

### Abstiegsrunde
Die sechs schlechtestplatzierten Vereine der regulären Saison bilden eine Gruppe, wobei sie in einer Einfachrunde um den Klassenerhalt spielten. Alle Ergebnisse aus der Vorrunde wurden übertragen. Die Vereine auf Plätzen 11 bis 13 bleiben auch im nächsten Saison in die Parwa Liga. Der Verein auf Platz 14 traf auf dem Dritten der Wtora Liga in einem Relegationsspiel auf ihren Heimstadion. Die Vereine auf Platz 15 und 16 stiegen in die Wtora Liga ab. Der Sieger des Relegationsspiels qualifizierte sich für die Parwa liga, während der Verlierer in der Wtora liga spielen muss.
| Pl. | Verein                   | Sp. | S | U  | N  | Tore    | Diff. | Punkte |
| --- | ------------------------ | --- | - | -- | -- | ------- | ----- | ------ |
| 11. | Pirin Blagoewgrad        | 35  | 8 | 10 | 17 | 028:430 | −15   | 34     |
| 12. | FC Botew Wraza           | 35  | 8 | 8  | 19 | 029:640 | −35   | 32     |
| 13. | FC Hebar Pasardschik (N) | 35  | 9 | 5  | 21 | 030:590 | −29   | 32     |
| 14. | Beroe Stara Sagora       | 35  | 8 | 8  | 19 | 031:540 | −23   | 32     |
| 15. | Spartak Warna (N)        | 35  | 5 | 10 | 20 | 032:650 | −33   | 25     |
| 16. | Septemwri Sofia (N)      | 35  | 7 | 7  | 21 | 031:520 | −21   | 28     |

| (N) | Aufsteiger aus der Wtora liga 2021/22 |

| 2023                 | Botew Wraza | Beroe Stara Sagora | Pirin Blagoewgrad | HEB | SEP | Spartak Warna |
| -------------------- | ----------- | ------------------ | ----------------- | --- | --- | ------------- |
| FC Botew Wraza       |             | 2:0                | −                 | 2:3 | −   | 1:1           |
| Beroe Stara Sagora   | −           |                    | 1:1               | −   | 2:0 | 1:1           |
| Pirin Blagoewgrad    | 2:0         | −                  |                   | 2:1 | −   | 2:0           |
| FC Hebar Pasardschik | −           | 3:1                | −                 |     | 3:1 | −             |
| Septemwri Sofia      | 3:1         | −                  | 2:0               | −   |     | −             |
| Spartak Warna        | −           | −                  | −                 | 2:1 | 1:0 |               |

Abstiegsrelegation
Der Vierzehnte trat gegen den Dritten der Wtora liga an.
| Datum                          |                    | Ergebnis  | !Stadion                                            |
| ------------------------------ | ------------------ | --------- | --------------------------------------------------- |
| 9. Juni 2023, 19:00 Uhr (OESZ) | Beroe Stara Sagora | 1:0 (1:0) | FK Sportist Swoge \|Weliko Tarnowo (Iwajlo-Stadion) |

Beide Vereine blieben in ihren jeweiligen Ligen.

## Torschützenliste
| Pl. | Spieler            | Mannschaft        | Tore |
| --- | ------------------ | ----------------- | ---- |
| 01. | Iwajlo Tschotschew | ZSKA 1948 Sofia   | 21   |
| 02. | Duckens Nazon      | ZSKA Sofia        | 18   |
| 03. | Igor Thiago        | Ludogorez Rasgrad | 15   |
| 04. | Antoine Baroan     | Botew Plowdiw     | 14   |
| 04. | Kiril Despodow     | Ludogorez Rasgrad | 14   |
| 06. | Matías Tissera     | Ludogorez Rasgrad | 12   |
| 07. | Maurício Garcez    | ZSKA Sofia        | 10   |
| 07. | Aboubacar Toungara | Arda Kardschali 1 | 10   |
| 09. | Brayan Moreno      | ZSKA Sofia        | 9    |
| 09. | Brayan Perea       | Botew Wraza       | 9    |
| 09. | Ricardinho         | Lewski Sofia      | 9    |